# Christopher Godet
Christopher Godet (30 marzo 1998) è un calciatore bahamense, difensore del Cubs e della Nazionale bahamense.

## Carriera

### Club
Nel 2014 ha firmato un contratto con il Cubs.

### Nazionale
Ha debuttato in Nazionale il 29 marzo 2015, in Bermuda-Bahamas (3-0), valevole per le qualificazioni ai Mondiali 2018.